# Робертс, Марк (телепродюсер)
Марк Ро́бертс (род. 19 января 1961 года) — американский сценарист, продюсер, драматург, актёр и комик, наиболее известный по созданию американского сериала «Майк и Молли».

## Карьера
1992—1995 годы — он появился семь раз в «Шоу сегодня вечером» в качестве стенд-ап комика, что повлекло дальнейшие роли приглашённого гостя в многочисленных телевизионных сериалах и фильмах; среди них:
- «Сайнфелд»[3],
- Друзья[4],
- Практика[5],
- Шоу Ларри Сандерса[6],
- Два с половиной человека, и
- Пуленепробиваемые[7].

Он был также постоянным участником в комедийной телепередаче «Голая правда» (англ. The Naked Truth).
Его пьесы «Когда великие бегут» (англ. Where the Great Ones Run), «Сопротивление дармоеда» (англ. Parasite Drag) и «Рантуле и умереть» (англ. Rantoul and Die) были опубликованы в журнале «Драматические пьесы» (англ. Dramatists Play Service) и исполняются в различных театрах в Соединённых Штатах.
Он был создателем и исполнительным продюсером в Майк и Молли, премьера которого состоялась 20 сентября 2010 года на канале CBS, пока он не покинул шоу после 3 сезона. У «Майк и Молли» был самый высокий рейтинг в номинации «Новая комедия сезона 2010 года».